# Mr. Gay Pride España
Mr. Gay España es el certamen LGTBIQ+ más importante y libre de España. Fue creado en el año 2008.
Se trata de una apuesta por organizar un evento cercano y con un claro componente social con el fin de lograr contribuir y engrandecer el mejor Orgullo de Europa, el Gay Pride de Madrid, mismo que también ayuda a visibilizar al colectivo LGTBIQ+.
Una historia que nos lleva hasta el día de hoy cuando se ha convertido en el certamen de mayor repercusión mediática y cuya gala final se celebra en la Capital de España, ante más de 25.000 personas, llegando a diferentes puntos del territorio nacional.
Los candidatos representan a todas las comunidades autónomas españolas, pues durante todo el año se realizan galas de preselección en cada una de ellas.
El certamen Mr. Gay España se ha convertido en el evento más relevante y llamativo dentro de la programación de Madrid Orgullo (MADO), traspasando fronteras y convirtiéndose así en el evento más mediático del orgullo más grande de Europa. Unas 15.000 personas se dan cita en su gala final y más de 11.500.000 espectadores en directo, a través de los medios de comunicación: televisión e Internet.

## Organización
El Certamen Mr Gay España está basado en trabajo y organización en equipo, bajo la dirección general de sus directores y fundadores Juan Martín Boll y Nano García y los delegados de cada región española. Estos delegados son los responsables de seleccionar a los candidatos que representarán a su comunidad como el mejor referente LGTB.
Los fundadores de Mr Gay España son dos referentes importantes en la comunidad LGBTI+: ”Juan y Nano” son dos de los motores de la vida gay de este país, a quienes se ha incluido en las listas de las personalidades LGTBI más influyentes en España. Juntos han creado y desarrollado importantes proyectos dentro del segmento LGTBI, incrementando su resultado gracias a su influencia, implicación y trabajo personal.
Asimismo Juan es miembro de la Junta Directiva de la Asociación de Empresarios LGTBI de la Comunidad de Madrid (AEGAL) y presidente de la Asociación Diversa Global.
Ambos son los responsables del marketing del mayor evento urbano que se organiza en Madrid como es MADO (Madrid Orgullo), también coordinaron en 2017 el marketing y los patrocinios del World Pride Madrid, el mayor evento LGTBI del mundo.
En 2019 JN Global Project agencia creadora de este certamen, fue seleccionada por IFEMA para organizar Fitur LGBT+ que desde el año 2021 son asesores de Turismo LGTBI para el Ayuntamiento de Madrid.

## El certamen
La elección de los candidatos se realiza a través de pasarelas en donde los principales puntos que se califican son: vestimenta, expresión corporal, actitud y, tras una entrevista personal realizada por la organización y miembros del jurado, se determina el nivel de compromiso de cada participante con la realidad y los valores LGTB.
Mr Gay España se ha convertido en un referente para artistas nacionales e internacionales, así como en una plataforma para jóvenes promesas que han pasado estos años por los escenarios de Mr Gay España.
Gloria Trevi, WRS, Isabel Pantoja, Abraham Mateo, Leo Rizzi, Ana Mena, Mel C, entre otros son algunos de los artistas que han pasado por estos escenarios.

## Campañas sociales
En Mr Gay España hay un compromiso con el colectivo LGTBI por ello, se definen campañas sociales para mostrar la realidad de las personas LGTBI.
Soy como Soy es la identidad social de Mr Gay España, la cual se ve reflejada en el himno del certamen. Es un mensaje basado en el respeto y la igualdad en el mundo.
Aceptar a las personas tal y como son es lo principal, porque todos somos diferentes y son esas diferencias las que nos hacen mejores, únicos y auténticos.

## "#ORGULLOENMIPUEBLO"
A través de esta campaña se pretende visibilizar al colectivo LGTBI en las zonas rurales. La estigmatización, la invisibilidad, la propia familia o ser el centro de los cotilleos son problemas que afrontan en mayor grado las personas LGTBI que no viven en una gran ciudad.
Muchos de los jóvenes LGTBI sufren discriminación en mayor o menor medida, pero la presión social en entornos donde el anonimato prácticamente no existe, eleva a la máxima potencia muchos de los miedos que se atraviesan a esa edad.
En muchos casos, las personas LGTBI a las que el miedo a mostrar públicamente su orientación o identidad les lleva a hacer las maletas y abandonar su pueblo y emigrar a la ciudad.
En este contexto Mr Gay España se compromete con esta realidad lanzando la campaña "#ORGULLOENMIPUEBLO", para apoyar al colectivo LGTBI más vulnerable de las zonas rurales.

## "#HAZTEVISIBLEENELTRABAJO"
Este movimiento promovido por el certamen Mr Gay España, tiene como fin fomentar la visibilidad en el entorno laboral y poner fin a la discriminación a causa de la orientación sexual en el trabajo.
Una problemática a la que se enfrentan muchas personas y que obliga a más de la mitad del colectivo LGTB a ocultar su orientación sexual en sus puestos de trabajo. Una LGTBIfobia que se manifiesta no tanto en ataques personales sino hacia los homosexuales como colectivo.

## "#STOPLGTBIFOBIA"
A día de hoy la violencia, el desprecio y discriminación hacia las personas LGTBI sigue presente en diferentes ámbitos de nuestro día a día y por ello este día es una reivindicación y una continuación de la lucha por la libertad y la igualdad.
Por desgracia se siguen produciendo a día de hoy una cantidad de delitos de odio, que no deberían de ser normales viviendo en la sociedad que a día de hoy vivimos. Este es el motivo por el que sigue siendo necesario visibilizar al colectivo LGTBI hoy en día.
Mr Gay España bajo esta campaña nos unimos para denunciar estos delitos de odio. El certamen es un lugar para sentirse libres y orgullosos y unimos fuerzas para seguir luchando juntos por la igualdad.

## Premio Especial "Mr Gay España"
Cada año, el certamen Mr Gay España premia a personalidades de distintos ámbitos que, a lo largo de su carrera, han ayudado a luchar por la igualdad LGTBI. Isabel Pantoja ha recibido el Premio Mr Gay España este año 2022 . 
Sara Montiel, Ana Belén, Nacha Guevara, Lolita, Karina, Jorge Javier Vázquez, Marta Sánchez, Pastora Soler, Eleni Foureira o Gloria Trevi son otros de los artistas que han recogido el premio en la final del certamen celebrada en la Puerta del Sol de Madrid.
También se han vivido momentos reivindicativos, como el reconocimiento a Stuart Milk, sobrino del activista Harvey Milk. Y en 2014, en el marco del aniversario de los disturbios de Stonewall, Mr Gay España reconoció a todos los valientes que decidieron alzar la voz contra tantos años de condena al silencio.
Los premiados:
- 2009: Stuart Milk (presidente de la Fundación Harvey Milk y sobrino de este)
- 2010: Nacha Guevara (cantante y actriz argentina)
- 2011: Camilo Sesto (cantante español)[1]
- 2012: Ana Belén (cantante y actriz española)
- 2013: Angel Fabo Fernández (póstumo) (cantante y actriz española)
- 2014: Lolita Flores (cantante y actriz española)
- 2015: Karina (cantante y actriz española)
- 2016: Marta Sánchez (cantante española)
- 2017: Pastora Soler (cantante española)
- 2018: Rocío Jurado (póstumo) (cantante española)
- 2019: Gloria Trevi (cantante mexicana)
- 2022: Isabel Pantoja (cantante española)
- 2023: Paulina Rubio (cantante mexicana)

## Todos los Ganadores de Mr Gay España
- 2008 - Mr Gay Madrid - Xavier Loisseau
- 2009 - Mr Gay Barcelona - Sergio Lara
- 2010 - Mr Gay Sevilla - Israel Acevedo
- 2011 - Mr Gay Murcia - Angel Cervera
- 2012 - Mr Gay Huelva - Miguel Ortiz
- 2013 - Mr Gay Barcelona - Edgar Moreno
- 2014 - Mr Gay Zaragoza - Jesús Martín
- 2015 - Mr Gay Marbella - Francisco Pérez López
- 2016 - Mr Gay Tenerife - Cándido Arteaga
- 2017 - Mr Gay Tenerife - Ricardo Tacoronte
- 2018 - Mr Gay Cáceres - Francisco José Alvarado
- 2019 - Mr Gay Tenerife - Zabdiel González
- 2022 - Mr Gay Murcia - Roberto Carlos Molina

## Ganadores españoles de Certámenes Internacionales
- 2008 - Mr. Gay Europe: Antonio Almijez  (España)
- 2009 - Mr. Gay Europe: Sergio Lara  (España)
- 2012 - Mr Gay Europe: Miguel Ortíz  (España)
- 2016 - Mr Gay World: Roger Gosalvez  (España)
- 2020 - Mr Gay World: Francisco José Alvarado  (España)